# Wolfgang Kopitzsch

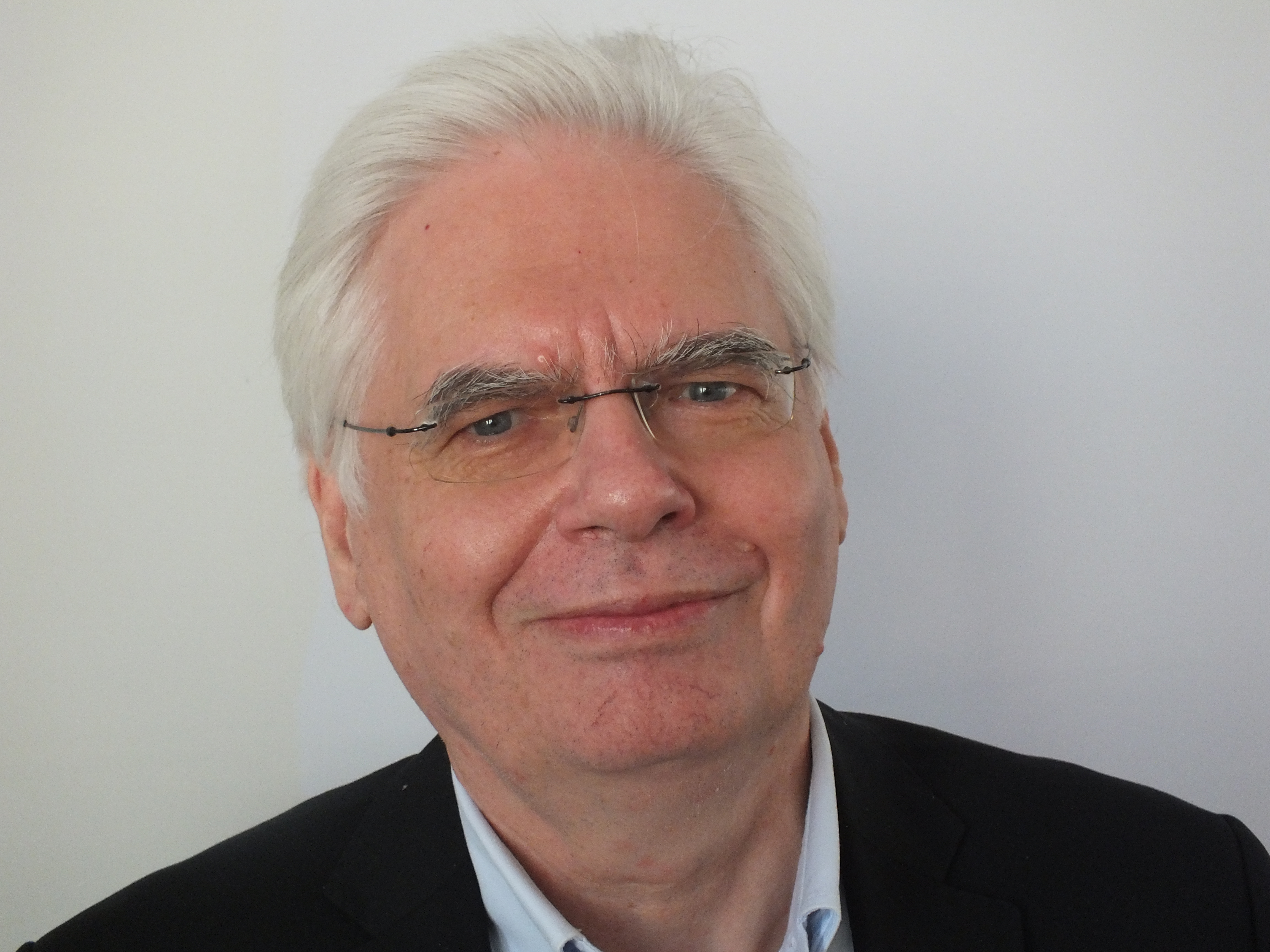
Wolfgang Kopitzsch, 2016

Wolfgang Kopitzsch (* 18. Januar 1949 in Langendamm, heute Ortsteil von Varel) ist ein deutscher Historiker, Politiker (SPD) und war von 2012 bis 2014 Polizeipräsident in Hamburg.

## Leben
Bereits sein Vater Walter war seit 1927 preußischer Polizeibeamter, zunächst in Erfurt, seit 1931 in Altona, und wurde als Sozialdemokrat 1933 von den Nationalsozialisten entlassen. Von 1945 bis 1948 war der Vater Polizeibeamter in Thüringen und wurde 1948 ebenfalls aus politischen Gründen vom Dienst enthoben; er floh mit der Familie nach Westdeutschland und war von 1949 bis 1966 Polizeibeamter – zuletzt Polizeihauptkommissar und Revierführer – in Hamburg. Wolfgang Kopitzsch ist verheiratet, hat einen Sohn und ist der Bruder des Historikers Franklin Kopitzsch.
Er absolvierte von 1966 bis 1969 in Hamburg das Wirtschaftsgymnasium Wendenstraße und legte dort das Abitur ab. Von 1969 bis 1974 studierte er an der Universität Hamburg Geschichte und Erziehungswissenschaften. Seit 1971 ist er Mitglied der SPD. Im Jahr 1974 bestand er das erste und 1978 das zweite Staatsexamen für das Lehramt an Volks- und Realschulen. Seit 1979 arbeitete er als Lehrer für Politik, Staats- und Verfassungsrecht und Deutsch an der Landespolizeischule Hamburg; 1980 wurde er zum Studienrat ernannt. Von 1986 bis 1988 hatte Kopitzsch einen Forschungsauftrag der Hamburger Innenbehörde zur Geschichte der Hamburger Polizei in der Weimarer Republik und im Nationalsozialismus. Im Jahr 1995 wurde er Oberstudienrat. 1999 wurde er Studiendirektor und zugleich stellvertretender Leiter der Landespolizeischule; von 2007 bis 2009 übernahm er deren Leitung. Von 1993 bis 2010 war er Vorsitzender der SPD-Betriebsgruppe bei der Polizei Hamburg. Im April 2009 wurde er zum Bezirksamtsleiter des Bezirkes Hamburg-Nord durch die Bezirksversammlung Hamburg-Nord gewählt. Zum 18. Januar 2012 wurde Kopitzsch als Nachfolger von Werner Jantosch Polizeipräsident in Hamburg. Mit Erreichen der Altersgrenze am 30. April 2014 ging er in den Ruhestand. Sein Nachfolger als Polizeipräsident in Hamburg wurde Ralf Meyer.
Kopitzsch publizierte zur Erziehungs- und Bildungsgeschichte, zur Zeitgeschichte und zur Geschichte der Polizei. Er ist unter anderem Mitglied in der Gewerkschaft der Polizei, in der Gesellschaft für Polizeigeschichte, im Verein für Hamburgische Geschichte und in der Gesellschaft für Schleswig-Holsteinische Geschichte. Kopitzsch erarbeitete wissenschaftlich unter anderem die Ausstellungen 50 Jahre Machtergreifung in Hamburg (1983), 100 Jahre Kriminalmuseum in Hamburg (1993), Hamburger Polizeibataillone im Zweiten Weltkrieg (1995) und 125 Jahre Kriminalpolizei Hamburg (2001) und zur Geschichte des Lübecker Polizeibataillons 307 (2002) mit. Er war Mitglied des Vorstandes der Stiftung Lebendige Stadt (2015–2025) und ist Vorsitzender des Bundesvorstandes und Landesvorsitzender der Arbeitsgemeinschaft ehemals verfolgter Sozialdemokraten (AVS).

## Schriften (Auswahl)
- mit Peter Freimark: Anne Frank – ein jüdisches Schicksal. Texte und Materialien für die politische Bildung. Landeszentrale für Polit. Bildung, Hamburg 1979.
- Gewerkschaft Erziehung und Wissenschaft (GEW) 1947–1975. Grundzüge ihrer Geschichte (= Forschungsberichte der Max-Traeger-Stiftung. Bd. 15). Winter, Heidelberg 1983, ISBN 3-533-03420-8.
- Politische Gewalttaten in Schleswig-Holstein in der Endphase der Weimarer Republik. In Erich Hoffmann und Peter Wulf [Hrsg.]:  „Wir bauen das Reich.“ Aufstieg und erste Herrschaftsjahre des Nationalsozialismus in Schleswig-Holstein. Wachholtz, Neumünster 1983, ISBN 3-529-02181-4. (Basiert u. a. auf Kopitschs unveröffentlichter Staatsexamensarbeit Der Altonaer Blutsonntag, Hamburg 1974.)